# Slunečná (rozhledna)
Slunečná je rozhledna, která se nachází na vyvýšenině a v turistickém areálu 225 metrů nad mořem u jihomoravské obce Velké Pavlovice ve vinařské trati Nadzahrady na cykloturistické stezce Modré hory. 

## Základní informace
Rozhledna byla postavena v rámci Programu přeshraniční spolupráce Slovenská republika – Česká republika 2007–2013 s projektovým názvem Rozhlédni se a poznávej. Zahraničním partnerem se stalo město Senica. Velké Pavlovice udržují s městem Senica přátelské vztahy dlouhodobě od roku 2002, kdy byla podepsána Partnerská smlouva o spolupráci.
K rozhledně je možný dojezd osobním automobilem, u rozhledny je menší parkoviště. Volně přístupná, vstupné se neplatí. 

## Stavební a technické údaje o rozhledně
Budování turistického areálu bylo zahájeno dne 9. března 2009. Projektantem rozhledny se stal Ing. Martin Novák ve spolupráci s Ing. Antonínem Olšinou. Z rukou Ing. Olšiny pochází rovněž rozhledny v Toulavcových Maštalích Terezka, Borůvka a Toulovcova rozhledna a rozhledna Járy Cimrmana v Březové nad Svitavou. Základní charakteristikou rozhledy je její atypický tvar nezvyklé vychýlení do strany směrem k Velkým Pavlovicím. Základy rozhledny jsou železobetonové, na podezdívku byl použit bílý vápenec. Materiálem použitým ke stavbě bylo převážně dřevo v kombinaci s ocelovými konstrukcemi.

## Výhled z rozhledny
Plošina rozhledny je vysunuta směrem k obci Velké Pavlovice. Severním směrem je výhled na obec Němčičky, v dálce za nimi pak na jihomoravskou metropoli Brno. Východním směrem lze vidět Hodonín, jihovýchodním město Velké Bílovice a rovněž partnerské město Senica na Slovensku (vzdálené vzdušnou čarou 50 km). Severovýchodním směrem je krásný výhled na obec Bořetice s tamní rozhlednou Kraví hora (vzdálenou vzdušnou čarou 2,8 km). Jižně lze vidět obec Podivín a za ním město Břeclav. Nejkrásnější je výhled západním směrem, za Velkými Pavlovicemi lze obdivovat monumentální Mušovská jezera a za nimi siluetu Pálavy.